# HMS Prince of Wales (53)
La HMS Prince of Wales (pennant number 53) è stata una nave da battaglia della Royal Navy britannica, seconda unità della classe King George V.
Varata il 3 maggio 1939, la nave si trovava ancora in allestimento quando scoppiò la seconda guerra mondiale e, a causa di ritardi vari e di un attacco aereo tedesco, non entrò in servizio prima del 19 gennaio 1941. Nel maggio seguente partecipò alla sua prima importante missione prendendo parte, in squadra con l'incrociatore da battaglia HMS Hood, alla caccia della nave da battaglia tedesca Bismarck e dell'incrociatore pesante Prinz Eugen salpati per l'Atlantico: nel corso della battaglia dello stretto di Danimarca il 24 maggio la Prince of Wales mise a segno alcuni colpi sulla Bismarck ma dovette ritirarsi dopo l'affondamento dello Hood.
Dopo aver scortato il primo ministro Winston Churchill a Terranova per un incontro con il presidente degli Stati Uniti d'America Franklin D. Roosevelt nell'agosto 1941, nel settembre seguente la Prince of Wales fu brevemente assegnata alla Force H di Gibilterra e partecipò a una missione di rifornimento dell'isola di Malta (operazione Halberd). Alla fine di ottobre salpò dal Regno Unito alla volta di Singapore dove, in squadra con l'incrociatore da battaglia Repulse, avrebbe dovuto fare da deterrente contro le mire espansionistiche dell'Impero giapponese in Estremo Oriente. Quando i giapponesi attaccarono le colonie britanniche l'8 dicembre 1941 la Prince of Wales e il Repulse salparono per intercettare la flotta d'invasione, ma il 10 dicembre le due navi furono affondate nelle acque della Malaysia da ripetuti attacchi aerei dei velivoli dell'aviazione di marina nipponica.
La Prince of Wales fu la prima nave da battaglia ad essere affondata in mare aperto unicamente da aerei.

## Storia

### La costruzione

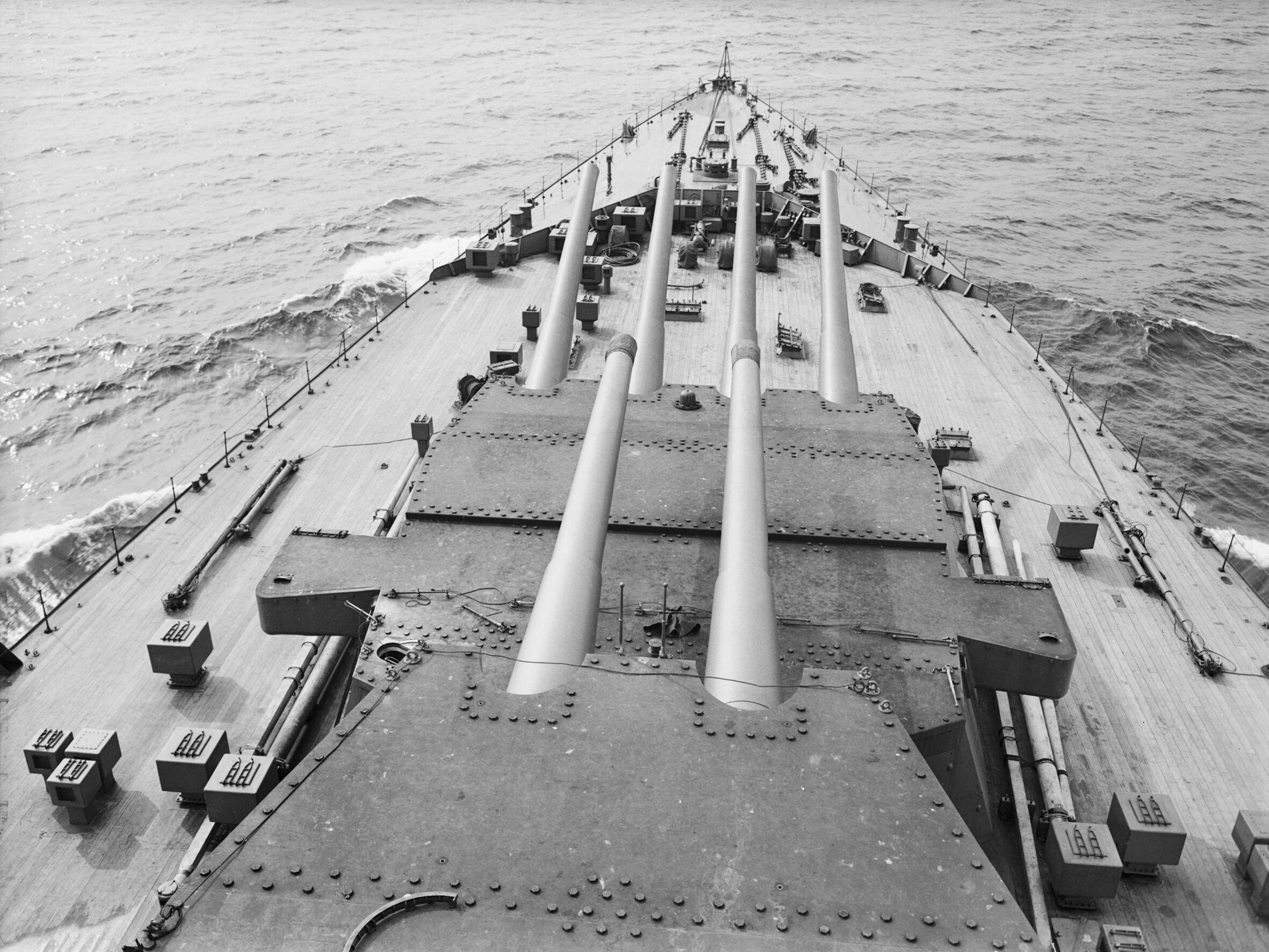
Veduta della prua della Prince of Wales presa dalla plancia: le due torri anteriori dei 6 cannoni da 356 mm

Nel 1922, dopo la prima guerra mondiale, la stipula del trattato navale di Washington rappresentò il più importante tentativo di bloccare la corsa al riarmo tra le più importanti potenze navali: il trattato, che coinvolse Regno Unito, Stati Uniti d'America, Impero giapponese, Francia e Regno d'Italia, stabilì limiti al numero complessivo di navi da guerra che ogni nazione poteva realizzare e impose le 35.000 tonnellate come dislocamento massimo per ogni nuova nave da battaglia. Queste restrizioni furono ampliate nel 1930 dal trattato navale di Londra, ma a metà degli anni 1930 il Giappone e l'Italia si ritirarono dagli accordi e i britannici iniziavano a essere spaventati dalla mancanza di navi da battaglia moderne nei ranghi della Royal Navy; ciò spinse l'Ammiragliato a ordinare la costruzione di una nuova classe di navi da battaglia, la futura classe King George V. In ossequio alle disposizioni dei trattati di Washington e Londra, in vigore al momento dell'avvio dei lavori delle nuove corazzate, l'armamento principale fu limitato al calibro di 356 mm prescritto dagli accordi: tra le corazzate in corso di costruzione le King George V furono le uniche a rispettare ancora le disposizioni dei trattati navali precedenti; anche se divenne evidente che le altre potenze non stavano più seguendo i trattati era troppo tardi per cambiare il progetto della classe prima che la costruzione prendesse il via nel 1937.
La Prince of Wales fu impostata il 1º gennaio 1937 nei cantieri della Cammell Laird di Birkenhead; il nome avrebbe dovuto essere King Edward VIII in onore del sovrano britannico, il re Edoardo VIII, ma vista la sua abdicazione l'11 dicembre 1936 il nome fu cambiato ancor prima dell'impostazione in Prince of Wales ("Principe del Galles", titolo tradizionalmente assegnato all'erede al trono. La nave fu varata il 3 maggio 1939, ma si trovava ancora in allestimento quando, nel settembre 1939, ebbe inizio la seconda guerra mondiale: i lavori di completamento furono accelerati, ma ritardi nella consegna dei supporti per i cannoni rallentarono considerevolmente l'allestimento.

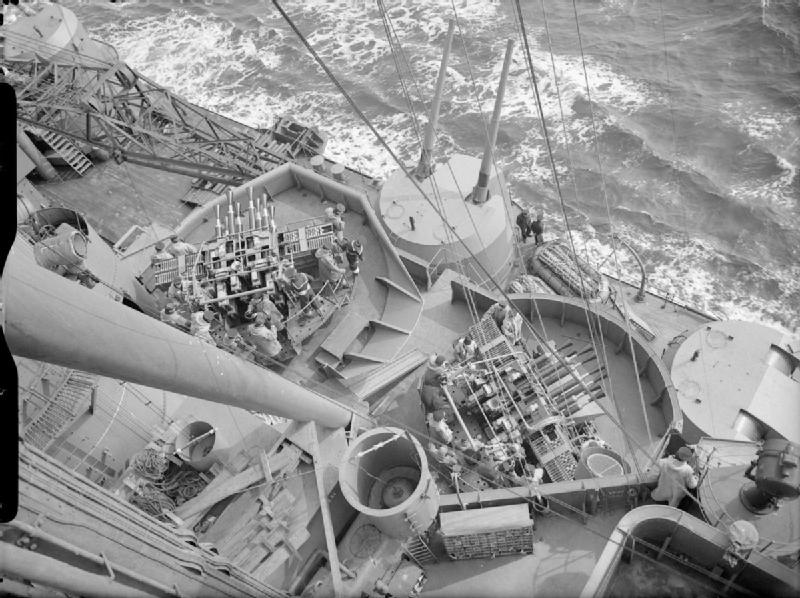
Parte dell'armamento antiaereo: due batterie di otto pezzi da 40 mm "pom-pom" e una torre con due cannoni da 133 mm alla massima elevazione

Nella notte tra l'8 e il 9 agosto 1940, mentre la nave era ancora in allestimento a Birkenhead, la Prince of Wales fu bombardata da aerei della Luftwaffe: una bomba da 250 kg cadde tra il lato di babordo dello scafo e la parete del bacino di carenaggio, mancò di poco una gru del porto e finì in acqua sotto l'aletta antirollio dove esplose a meno di due metri di distanza dallo scafo nelle vicinanze della torre di cannoni da 133 mm anteriore. L'esplosione causò un'estesa instabilità del fasciame per più di 9 metri, i rivetti furono storti e notevoli infiltrazioni di acqua ebbero luogo negli scompartimenti fuoribordo nella zona danneggiata, causando un'inclinazione dello scafo di 10°; l'allagamento fu dovuto al fatto che i test finali sulla tenuta dei compartimenti stagni non erano ancora stati eseguiti e la nave non aveva in funzione il sistema di pompe di sentina. L'acqua fu pompata fuori dallo scafo da una squadra di pompieri locali e di operai del cantiere, e la Prince of Wales fu messa in secca per i lavori di riparazione che, uniti ai ritardi nella consegna dei cannoni principali, ritardarono il completamento; con la guerra in corso e la pressante richiesta di nuove navi da battaglia per contrastare le unità tedesche, si decise di velocizzare i lavori posponendo i test sulla tenuta stagna dei compartimenti e sulla ventilazione e rinunciando a una prova completa degli impianti di sentina, di zavorra e di alimentazione dell'olio combustibile.
La nave entrò in servizio il 19 gennaio 1941 al comando del capitano Louis Henry Keppel Hamilton, ma visti i continui bombardamenti tedeschi su Birkenhead e la vicina Liverpool si decise di spostarla verso la più sicura base di Rosyth per completare la messa a punto: la nave salpò il 28 gennaio con a bordo diversi operai ancora al lavoro sulle torri dell'armamento principale, e sotto scorta di incrociatori leggeri e cacciatorpediniere raggiunse Rosyth il 30 gennaio; il 15 febbraio il comando della corazzata passò al capitano John Leach. Il 23 marzo la nave lasciò Rosyth per la base di Scapa Flow dove furono condotte le prime prove ed esercitazioni in mare, venendo ufficialmente classificata come "completa" il 31 marzo, sebbene numerosi test non fossero ancora stati completati e l'armamento non fosse pienamente operativo; le esercitazioni di artiglieria condotte in aprile confermarono la scarsa messa a punto delle torri quadruple, e solo il 27 aprile l'ultima delle tre torri fu dichiarata pronta. La nave fu infine classificata come pronta a operare insieme alla flotta il 21 maggio.

### La caccia allaBismarck

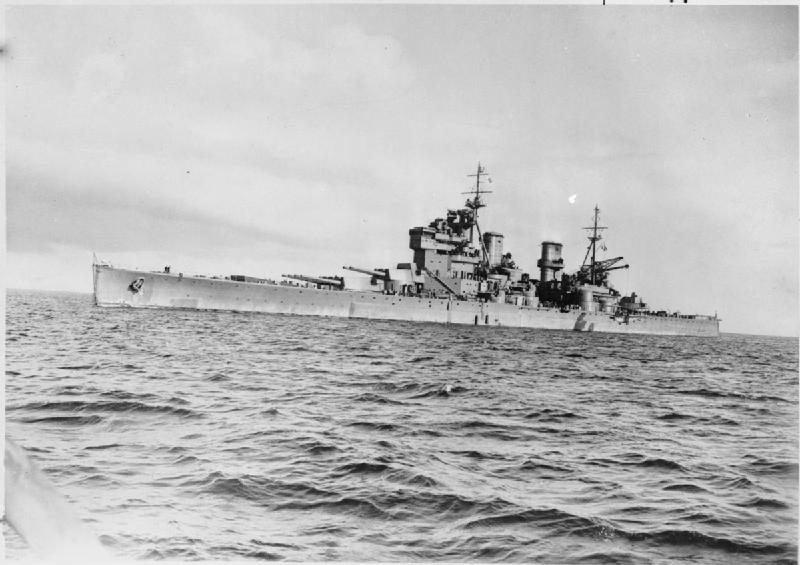
La Prince of Wales prima del 24 maggio 1941, giorno del suo scontro con la Bismarck

Il 22 maggio 1941 la Prince of Wales salpò da Scapa Flow insieme all'incrociatore da battaglia Hood e sei cacciatorpediniere per prendere posizione a sud dell'Islanda e intercettare la nave da battaglia tedesca Bismarck segnalata in rotta per l'oceano Atlantico; il comandante Leach era consapevole che l'armamento principale era ancora soggetto a frequenti avarie, e richiese espressamente che i tecnici e gli operai civili della Vickers Armstrong che avevano accompagnato la nave durante le prove in mare fossero trattenuti a bordo per provvedere a riparazioni di emergenza: questo personale giocò poi un ruolo importante negli eventi accaduti successivamente.
Il giorno successivo la Bismarck, accompagnata dall'incrociatore pesante Prinz Eugen, fu segnalata a sud-ovest dello stretto di Danimarca e alle 20:00 il vice ammiraglio Lancelot Holland, il comandante della formazione britannica con insegna sullo Hood, ordinò alle sue unità di accelerare alla velocità di 27 nodi che fu mantenuta per tutta la durata della notte; il piano di Holland era quello di concentrare la potenza di fuoco della Prince of Wales e dello Hood contro la Bismarck, mentre gli incrociatori Norfolk e Suffolk si sarebbero occupati del Prinz Eugen: tuttavia, i due incrociatori non furono messi al corrente di questo piano a causa del severo silenzio radio imposto alle navi britanniche. Alle 02:00 del 24 maggio i cacciatorpediniere furono disposti a schermo verso nord per individuare le navi tedesche, e alle 02:47 la Prince of Wales e lo Hood aumentarono la velocità a 28 nodi modificando la loro rotta per ottenere un miglior angolo di tiro sul nemico; il tempo migliorò, con una visibilità di 16 chilometri, e gli equipaggi furono chiamati ai posti di combattimento alle 05:10.

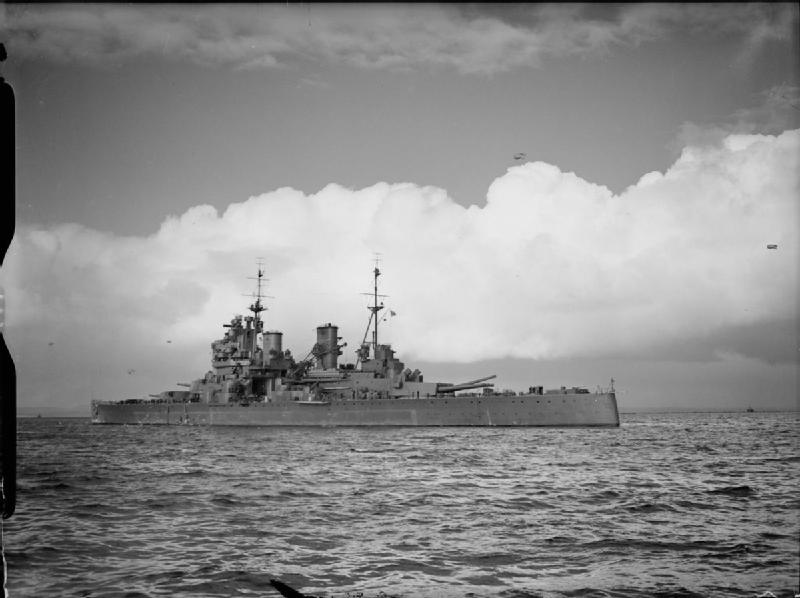
Una veduta della Prince of Wales ripresa da poppa

Alle 05:37 fu riportato un contatto con navi nemiche, e la rotta delle due unità da battaglia britanniche fu modificata verso dritta per serrare le distanze; alle 05:52, nonostante le forti ondate che si abbattevano sulla prua, lo Hood aprì per primo il fuoco sulla Bismarck, seguito un minuto dopo dalla Prince of Wales. Le navi classe King George V erano caratterizzate da una carenza di bordo libero verso prua, un requisito di progettazione necessario per poter permettere alla torre di artiglieria più avanzata di fare fuoco a un'elevazione minima; la virata fatta eseguire da Holland fece procedere le due unità britanniche direttamente verso il vento portando le ondate a infrangersi violentemente sulla prua e l'acqua a penetrare nei portelli dei cannoni della torre anteriore della Prince of Wales, filtrando poi attraverso l'elevatore delle munizioni e arrivando a bagnare i meccanismi della torre stessa: dopo pochi colpi, la torre anteriore andò quindi in avaria e non fece più fuoco nel corso dell'azione. I primi colpi della corazzata, due salve da tre colpi sparate a intervalli di dieci secondi, caddero troppo lontane; il telemetro della torre anteriore non poteva essere utilizzato a causa delle ondate del mare prese di prua e il fuoco fu diretto dal telemetro della torre di comando. La Prince of Wales inquadrò il bersaglio alla sesta salva, piazzando poi tre colpi sulla Bismarck: uno aprì una falla nello scafo causando alla corazzata tedesca la perdita di 1.000 tonnellate di carburante per la contaminazione dell'acqua di mare, un altro cadde corto, penetrò sotto la cintura corazzata ed esplose allagando la sala macchine ausiliaria obbligando allo spegnimento di due caldaie nel locale immediatamente dietro a causa delle infiltrazioni di acqua, il terzo colpì a centro nave senza causare danni apprezzabili; la perdita di carburante e potenza delle caldaie furono poi fattori importanti nella seguente decisione della Bismarck di dirigere sul porto più vicino.

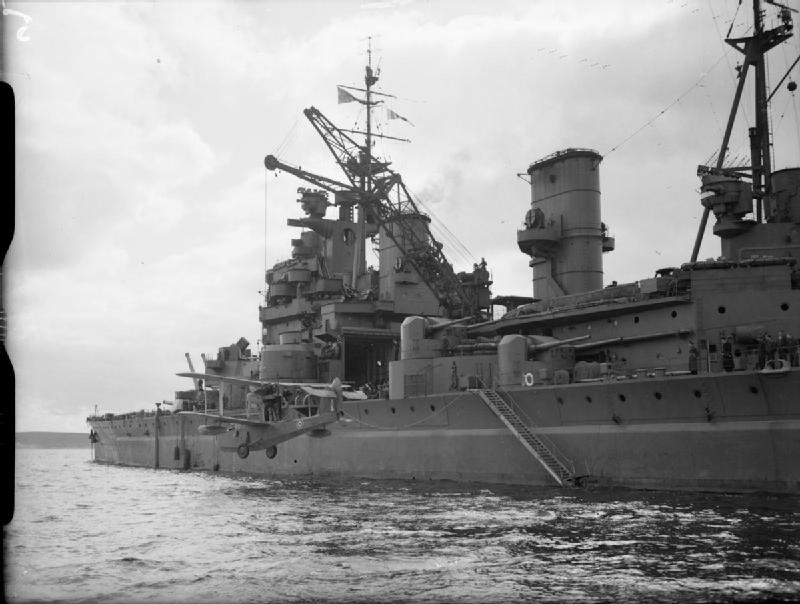
Un idrovolante Supermarine Walrus viene calato in acqua dalla fiancata della Prince of Wales

Alle 06:00 una salva della Bismarck colpì in pieno lo Hood, causando la catastrofica esplosione e l'affondamento dell'incrociatore con la perdita di quasi tutto l'equipaggio. La Prince of Wales aveva fatto fuoco incontrastata fin verso le 05:57, quando il Prinz Eugen aveva iniziato il tiro su di essa; dopo l'affondamento dello Hood, entrambe le unità tedesche diressero un intenso e accurato tiro sulla corazzata: alle 06:02 un colpo da 380 mm della Bismarck colpì il lato di dritta della piattaforma della bussola, uccidendo la maggior parte del personale lì presente ma lasciando indenne il capitano Leach. Un proiettile da 380 mm colpì poi la murata a centro nave al di sotto della cintura corazzata: il colpo non esplose e si andò a infilare in un compartimento del locale caldaia anteriore, dove fu scoperto e disinnescato solo dopo il rientro della nave in porto; è possibile che se questo proiettile fosse esploso la corazzata avrebbe subito la stessa sorte incorsa allo Hood.
Alle 06:13 il capitano Leach decise di rompere il contatto e di allontanarsi dietro la copertura di una cortina fumogena; in totale, la Prince of Wales aveva incassato tre colpi da 380 mm della Bismarck e quattro colpi da 203 mm del Prinz Eugen, senza subire menomazioni della sua capacità di combattimento ma riportando tra l'equipaggio 13 morti e 9 feriti (uno dei quali morì il giorno dopo). La Prince of Wales si unì quindi agli incrociatori Suffolk e Norfolk per continuare a tallonare da distanza la formazione tedesca, sotto la direzione dell'ammiraglio William Frederic Wake-Walker con insegna sul Norfolk; verso le 18:40 la Bismarck serrò le distanze con il Suffolk e aprì il fuoco sull'incrociatore, spingendo la Prince of Wales e il Norfolk a intervenire in appoggio alle 18:47: la corazzata sparò dodici salve con i suoi pezzi principali anche se due cannoni della torre d'artiglieria anteriore andarono nuovamente in avaria dopo il primo colpo, ma nessun centro fu realizzato e la Bismarck si allontanò illesa. Le navi britanniche persero il contatto con il nemico nella notte tra il 24 e il 25 maggio: la Prince of Wales fu distaccata alle 6:20 per andare a unirsi al nucleo della Home Fleet salpato per dare la caccia alla Bismarck, ma ormai a corto di carburante alle 10:47 ricevette il permesso di recarsi in Islanda per fare rifornimento; la corazzata giunse allo Hvalfjörður la mattina del 27 maggio, da dove ripartì il giorno seguente alla volta di Rosyth dove fu messa in cantiere per le riparazioni a partire dal 30 maggio.

### Servizio nell'Atlantico e nel Mediterraneo

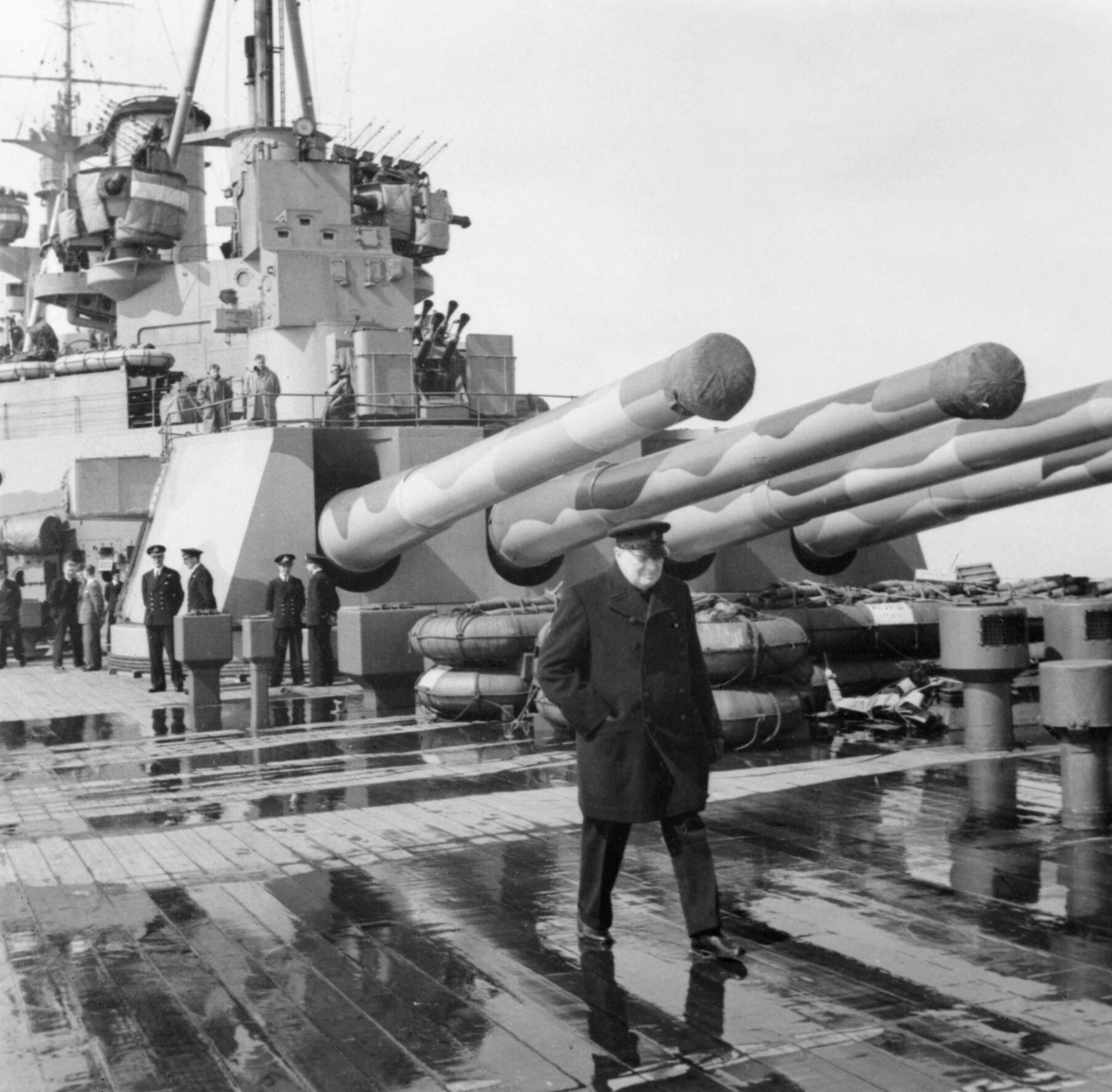
Churchill a bordo della Prince of Wales durante il viaggio attraverso l'Atlantico; alle sue spalle, la torre di poppa dei cannoni principali

La Prince of Wales riprese il mare a partire dal 19 luglio, quando si trasferì da Rosyth a Scapa Flow; alla fine del mese la nave fu selezionata per partecipare all'operazione Riviera, il trasferimento di una delegazione britannica comprendente anche il primo ministro britannico Winston Churchill attraverso l'Atlantico per un incontro con il presidente degli Stati Uniti d'America Franklin D. Roosevelt, il primo incontro personale tra i due leader nel corso della guerra. La Prince of Wales salpò da Scapa Flow con i suoi ospiti il 4 agosto, raggiungendo la base di Argentia nel Dominion di Terranova il 9 agosto; durante l'incontro tra Roosevelt e Churchill, il 14 agosto, venne firmata la Carta Atlantica, base delle relazioni internazionali del secondo dopoguerra. La Prince of Wales salpò quindi da Argentia nel pomeriggio del 14 agosto, riportando Churchill a Scapa Flow per la mattina del 18 agosto.
La corazzata riprese quindi le sue attività di addestramento e di collaudo precedentemente rimandate per via degli eventi della caccia alla Bismarck; il 10 settembre la nave lasciò Scapa Flow dopo rapporti che segnalavano la partenza dalla Norvegia dell'incrociatore pesante tedesco Admiral Scheer, apparentemente diretto in Atlantico: la nave fu tuttavia richiamata alla base quella sera stessa dopo che lo Scheer ebbe fatto rotta per le acque della Germania. Dopo essersi trasferita a Greenock, il 16 settembre la Prince of Wales fu riassegnata in forza alla Force H per proteggere l'invio di un convoglio di rifornimenti a Malta (operazione Halberd); la nave raggiunse Gibilterra il 24 settembre, da dove ripartì quella sera stessa insieme a una grossa formazione al comando dell'ammiraglio James Somerville comprendente le navi da battaglia HMS Nelson (nave ammiraglia) e HMS Rodney, la portaerei HMS Ark Royal, cinque incrociatori e 18 cacciatorpediniere di scorta a nove mercantili carichi di rifornimenti. Dopo l'ingresso nel mar Mediterraneo, il convoglio britannico fu avvistato da ricognitori italiani e, a partire dalle 12:55 del 27 settembre, fu ripetutamente attaccato da aerosiluranti S.M.84 e S.M.79 decollati dalle basi di Sardegna e Pantelleria: la Prince of Wales contribuì alla protezione antiaerea del convoglio, abbattendo alcuni velivoli nemici ma anche, in due distinti incidenti di fuoco amico, due caccia Fairey Fulmar della Ark Royal; dopo l'avvistamento di una sortita della flotta italiana, la corazzata fu distaccata con le altre unità maggiori per fronteggiare questa minaccia ma i due gruppi non vennero a contatto e la Prince of Wales rientrò indenne a Gibilterra con il resto della Force H il 30 settembre. La nave salpò poi per Scapa Flow dove giunse il 6 ottobre.

### Servizio in Estremo Oriente

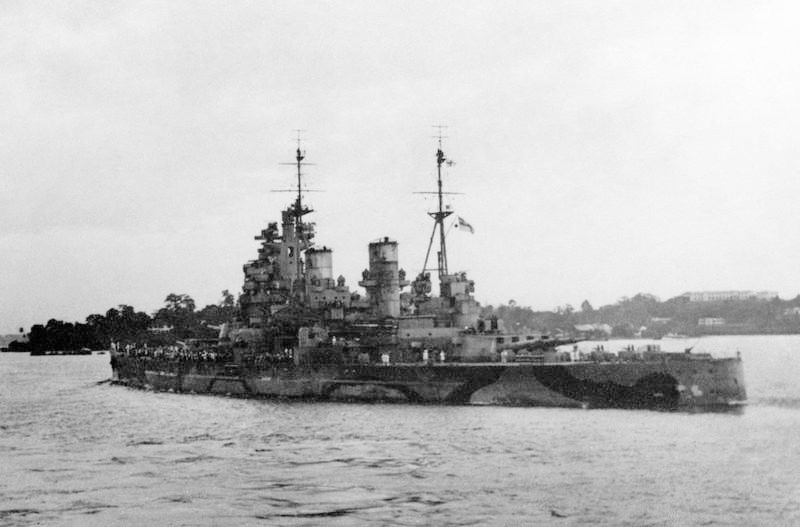
La Prince of Wales a Singapore l'8 dicembre 1941

Il 7 ottobre la Prince of Wales fu nominata nave ammiraglia della Home Fleet, e il vice ammiraglio Alban Curteis alzò la sua insegna sulla corazzata. L'addensarsi di una minaccia di guerra alle colonie britanniche in Estremo Oriente spinse il governo britannico, e il primo ministro Churchill in particolare, a predisporre l'invio della Prince of Wales a Singapore, da dove avrebbe potuto esercitare una funzione di deterrenza nei confronti delle intenzione aggressive nipponiche. Il 24 ottobre il vice ammiraglio Curteis si trasferì sull'incrociatore HMS Renown, e l'ammiraglio Thomas Phillips alzò la sua insegna sulla Prince of Wales in qualità di nuovo comandante della Eastern Fleet; la corazzata salpò quindi quello stesso pomeriggio con la scorta dei cacciatorpediniere Electra ed Express intraprendendo un lungo viaggio alla volta di Singapore via Freetown, Città del Capo, Port Louis e Colombo: durante il transito attraverso l'oceano Indiano l'impianto di ventilazione della corazzata si dimostrò inadeguato e causò gravi problemi di abitabilità dei locali caldaie.
Dopo essersi ricongiunta con l'incrociatore da battaglia Repulse e altri due cacciatorpediniere a Colombo (la nuova portaerei Indomitable si sarebbe dovuta unire alle forze di Phillips ma si arenò durante le prove di navigazione in Giamaica rendendo necessarie delle riparazioni), la Prince of Wales raggiunse Singapore il 2 dicembre dove la formazione britannica assunse la designazione di Force Z. Poco dopo il suo arrivo, la corazzata fu messa in cantiere per sostituire i tubi dei distillatori e intraprendere una pulizia generale delle caldaie, lavori che si stimò dovessero richiedere sette giorni per essere completati; a causa delle alte temperature e del forte tasso di umidità, l'impianto radar Type 273 di scoperta di superficie della nave divenne inservibile. Il 6 dicembre un ricognitore britannico avvistò la flotta di invasione giapponese diretta verso le coste meridionali della Thailandia, al confine con la colonia britannica della Malaysia; la mattina dell'8 dicembre i primi reparti giapponesi presero terra in varie località lungo l'Istmo di Kra, mentre contemporaneamente un'incursione aerea si abbatté su Singapore: il porto fu bombardato, ma le navi britanniche, che avevano risposto al fuoco con le loro armi antiaeree, non riportarono alcun danno. Un messaggio ricevuto dall'Ammiragliato a Londra ordinò a Phillips di dare inizio alle ostilità, e l'ammiraglio prese il mare alle 17:35 con la Prince of Wales, il Repulse e i cacciatorpediniere Electra, Express, Tenedos e HMAS Vampire (australiano); la richiesta dell'ammiraglio che gli apparecchi della Royal Air Force compissero missioni di ricognizione davanti alle sue navi e di protezione tramite aerei da caccia furono rigettate dai comandi locali a causa della penuria di forze.

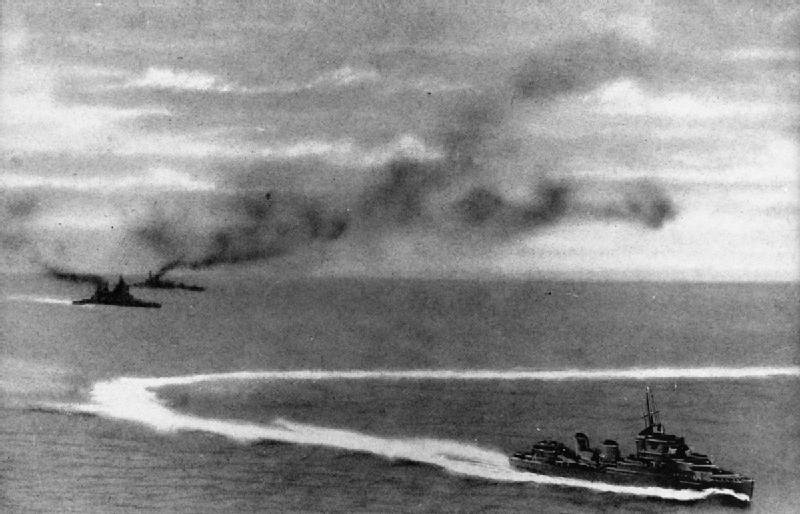
Una foto della Prince of Wales e del Repulse (in alto, in primo piano un cacciatorpediniere) ripresa da un aereo giapponese il 10 dicembre 1941

L'obiettivo della sortita britannica dovevano essere le navi da trasporto giapponesi segnalate al largo di Kota Bharu, confidando nella protezione del tempo instabile e piovoso poco favorevole all'attività aerea, ma alle 13:43 del 9 dicembre la Force Z fu avvistata dal sommergibile giapponese I-65 all'altezza delle isole Anambas e poi seguita da aerei ricognitori nemici a partire dalle 17:00 alle 18:00; senza copertura aerea da parte dei caccia britannici e con il nemico ormai allertato, Phillips decise di interrompere la missione e di rientrare a Singapore, ma alle 23:55 un messaggio dal comando segnalò un presunto sbarco di reparti nemici a Kuantan e l'ammiraglio decise di andare a investigare. Alle 02:11 del 10 dicembre il sommergibile giapponese I-58 avvistò nuovamente le navi britanniche: il sommergibile lanciò cinque siluri in direzione della Prince of Wales ma non mise a segno alcun centro e le navi britanniche non si accorsero nemmeno dell'attacco; il sommergibile segnalò poi l'avvistamento al comando giapponese di Saigon, e a partire dalle 7:00 svariati gruppi di bombardieri e aerosiluranti iniziarono a decollare dai campi di aviazione nell'Indocina meridionale. Intorno alle 8:00 la Force Z arrivò davanti Kuantan, dove la ricognizione sia dell'idrovolante catapultato dalla Prince of Wales che del cacciatorpediniere Express confermò che nessuno sbarco nemico era in corso nella zona e che i rapporti in tal senso erano probabilmente una diversione.
Phillips piegò a nord-est allontanandosi dalle coste malesi, ma alle 10:15 la Force Z fu avvistata da un ricognitore giapponese. A partire dalle 11:00, vari gruppi di aerei giapponesi si avventarono sulle unità britanniche: il Repulse incassò una bomba sganciata da un bombardiere Mitsubishi G3M nel corso della prima incursione, mentre alle 11:44 aerosiluranti Mitsubishi G4M si diressero sulla Prince of Wales centrandola con un siluro (rapporti dell'epoca indicarono due impatti, circostanza smentita da analisi successive del relitto). L'ordigno colpì la corazzata sul lato di babordo verso poppa, davanti alla torre d'artiglieria posteriore, e l'esplosione distrusse l'albero dell'elica esterna su quel lato e le paratie lungo l'albero fino alla sala macchine B: questo causò un rapido e incontrollato allagamento della sala macchine B e del locale dinamo, mettendo fuori uso l'intero impianto elettrico della parte poppiera della nave e parte delle torrette secondarie da 133 mm; la nave imbarcò un grosso quantitativo d'acqua che la fece inclinare di 11 gradi e mezzo, poi ridotto a 9 gradi tramite l'allagamento dei compartimenti dalla parte opposta dello scafo, mentre la velocità scese a 15 nodi. Nonostante vari problemi all'armamento antiaereo, un velivolo nipponico fu centrato dai cannonieri britannici e visto schiantare in mare.

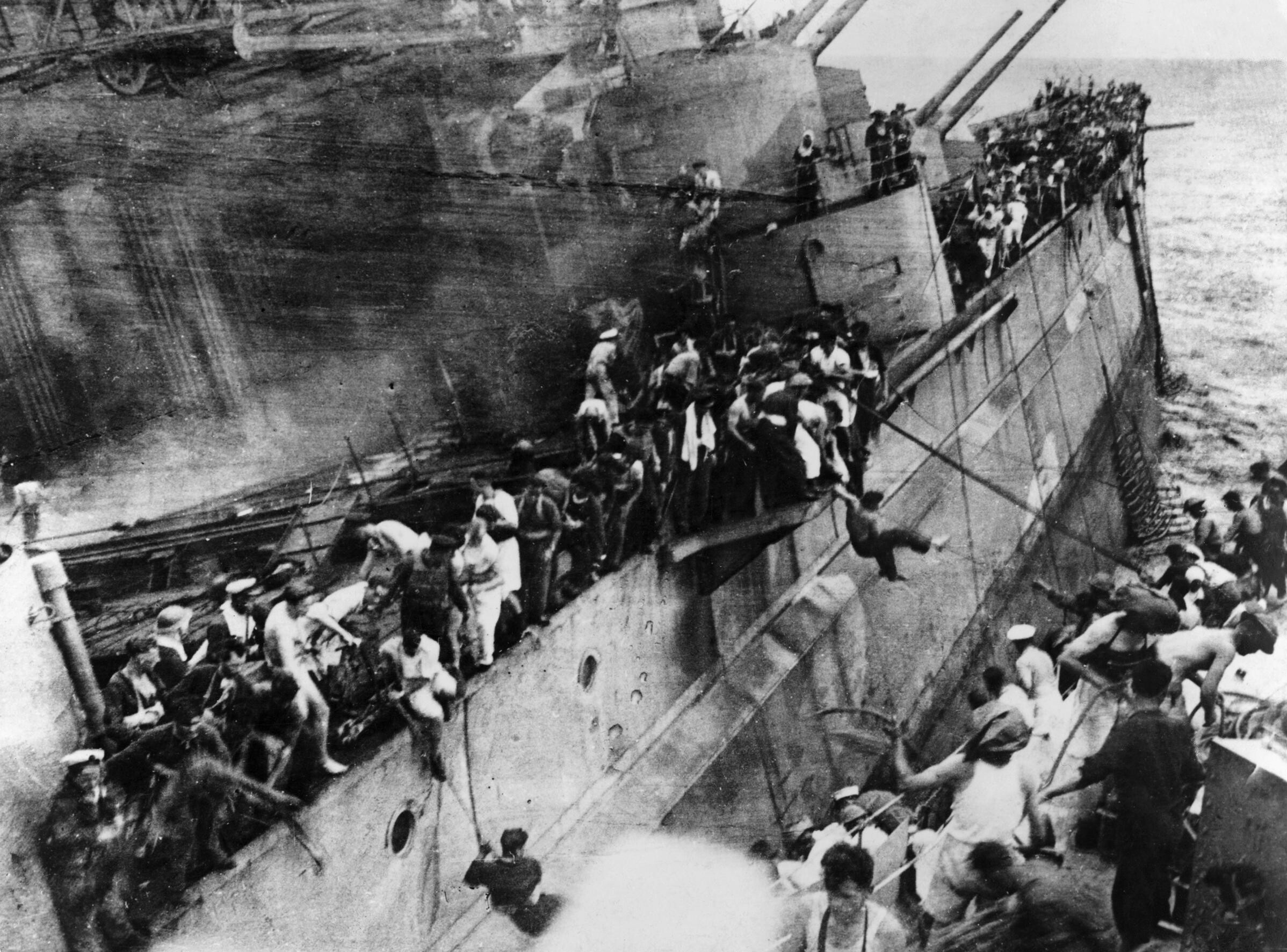
L'equipaggio della Prince of Wales abbandona la nave e viene tratto a bordo del cacciatorpediniere Express

Alle 12:20 la Prince of Wales ruppe il silenzio radio fino ad allora rigorosamente seguito, chiedendo assistenza alla base di Singapore. Due minuti più tardi una nuova formazione di aerosiluranti giapponesi G4M si lanciò all'attacco: il Repulse fu raggiunto in rapida successione da cinque siluri, per poi capovolgersi e affondare alle 12:33 con gravi perdite tra il suo equipaggio; quasi simultaneamente, la Prince of Wales fu raggiunta da tre siluri che colpirono, tutti dal lato di dritta, la prua sotto l'alloggiamento dell'àncora, il centro nave all'altezza della torre centrale e la poppa della corazzata; i danni più gravi li provocò il siluro che colpì a poppa, piegando gli alberi delle eliche rimasti e aprendo una grossa falla che fece imbarcare grandi quantitativi d'acqua, lasciando una sola sala macchine in funzione e facendo calare la velocità a 8 nodi. L'ultimo attacco giapponese si abbatté sulla corazzata, ormai quasi incapace di governare, alle 12:44 da parte di bombardieri G3M: una bomba da 500 kg colpì la nave sul ponte tra i due fumaioli, penetrando nel ponte superiore ed esplodendo nella sala cinema dove circa 300 feriti nei precedenti attacchi venivano accuditi, causando gravi perdite umane; l'esplosione danneggiò l'impianto di ventilazione dell'ultima sala macchine in funzione, portando allo spegnimento delle caldaie rimaste e immobilizzando la nave. Altre bombe esplosero nelle vicinanze, allentando i rivetti e piegando le piastre dello scafo incrementando la quantità di acqua imbarcata. Alle 12:50 il cacciatorpediniere Express si avvicinò per iniziare il trasbordo dell'equipaggio della Prince of Wales; la grande nave iniziò a inclinarsi sempre di più dal lato di dritta e si capovolse alle 13:20: lo Express per poco non fu rovesciato dall'aletta antirollio della corazzata. La Prince of Wales affondò infine nella posizione 3°33′36″N 104°28′42″E, portando con sé i corpi di 327 membri del suo equipaggio tra cui l'ammiraglio Phillips e il capitano Leach.
Il relitto della Prince of Wales giace ancora a circa 68 metri di profondità nella posizione dove la nave affondò; sul luogo si trova una boa con una bandiera britannica fissata a poppa della nave. Il luogo dell'affondamento è stato denominato "Sito protetto" nel 2001 in base alla Protection of Military Remains Act ("legge sulla protezione dei resti militari") del 1986, poco prima del sessantesimo anniversario dell'affondamento. La campana della nave è stata recuperata nel 2002 e dopo il restauro è stata esposta al Merseyside Maritime Museum di Liverpool.